# بوبارد
بوبارد أو بُبَرت أو بُبَرد (بالألمانية: Boppard) هي مدينة و بلدة ألمانية تقع في ألمانيا في راينلند بالاتينات. يقدر عدد سكانها بـ 16,201 نسمة .

## المدن التوأمة
مدن أومه (طوكيو)، ترورو (كورنوال)، كيزتيلي، امبواز، Nyabitekeri و Arroio do Meio هي مدن توأمة لـبوبارد.

## أعلام
- أندريه فايس
- بيتر بيل
- فرانز برنتانو
- بوريس سكوسايريف
- هاينريش فون سيبولد
- ميخائيل باش
- دانيال توش